# SN 2004B
SN 2004B – supernowa typu Ia odkryta 12 stycznia 2004 roku w galaktyce IC 390. W momencie odkrycia miała maksymalną jasność 17,80m.